# Герб комуни Лудвіка
Герб комуни Лудвіка (швед. Ludvika kommunvapen) — символ шведської адміністративно-територіальної одиниці місцевого самоврядування комуни Лудвіка.

## Історія
Герб було розроблено для міста Лудвіка. Отримав королівське затвердження 1920 року.    
Після адміністративно-територіальної реформи, проведеної в Швеції на початку 1970-х років, муніципальні герби стали використовуватися лишень комунами. Цей герб був 1971 року перебраний для нової комуни Лудвіка.
Герб комуни офіційно зареєстровано 1974 року.

## Опис (блазон)
У синьому полі срібний хвилястий перев’яз ліворуч, на якому синій пучок стріл, обабіч перев'язу — по золотій лілії.

## Зміст
Пучок стріл означає розвинену електроенергетику. Лілії символізують політичних діячів Акселя Лілліє та Юнаса Цедеркрейца, які відіграли важливу роль в історії Лудвіки і мали зображення лілії у своїх гербах.   